# Physique moléculaire
 (octobre 2021).
La mise en forme du texte ne suit pas les recommandations de Wikipédia : il faut le « wikifier ».
Les points d'amélioration suivants sont les cas les plus fréquents. Le détail des points à revoir est peut-être précisé sur la page de discussion.
- Les titres sont pré-formatés par le logiciel. Ils ne sont ni en capitales, ni en gras.
- Le texte ne doit pas être écrit en capitales (les noms de famille non plus), ni en gras, ni en italique, ni en « petit »…
- Le gras n'est utilisé que pour surligner le titre de l'article dans l'introduction, une seule fois.
- L'italique est rarement utilisé : mots en langue étrangère, titres d'œuvres, noms de bateaux, etc.
- Les citations ne sont pas en italique mais en corps de texte normal. Elles sont entourées par des guillemets français : « et ».
- Les listes à puces sont à éviter, des paragraphes rédigés étant largement préférés. Les tableaux sont à réserver à la présentation de données structurées (résultats, etc.).
- Les appels de note de bas de page (petits chiffres en exposant, introduits par l'outil «  Source ») sont à placer entre la fin de phrase et le point final[comme ça].
- Les liens internes (vers d'autres articles de Wikipédia) sont à choisir avec parcimonie. Créez des liens vers des articles approfondissant le sujet. Les termes génériques sans rapport avec le sujet sont à éviter, ainsi que les répétitions de liens vers un même terme.
- Les liens externes sont à placer uniquement dans une section « Liens externes », à la fin de l'article. Ces liens sont à choisir avec parcimonie suivant les règles définies. Si un lien sert de source à l'article, son insertion dans le texte est à faire par les notes de bas de page.
- La présentation des références doit suivre les conventions bibliographiques. Il est recommandé d'utiliser les modèles {{Ouvrage}}, {{Chapitre}}, {{Article}}, {{Lien web}} et/ou {{Bibliographie}}. Le mode d'édition visuel peut mettre en forme automatiquement les références.
- Insérer une infobox (cadre d'informations à droite) n'est pas obligatoire pour parachever la mise en page.

Pour une aide détaillée, merci de consulter Aide:Wikification.
Si vous pensez que ces points ont été résolus, vous pouvez retirer ce bandeau et améliorer la mise en forme d'un autre article.

Structure moléculaire du diamant en rotation

La physique moléculaire est l'étude des propriétés physiques des molécules, des liaisons chimiques entre atomes ainsi que de la dynamique moléculaire. Les techniques expérimentales les plus importantes en physique moléculaire sont les divers types de spectroscopie ; la diffusion y est également utilisée. Ce domaine de physique moléculaire est étroitement lié à celui de la physique atomique et recoupe largement ceux de la chimie théorique, la chimie physique et la physique chimique .
En plus des états d'excitation électroniques connus des atomes, les molécules présentent des modes rotationnels et vibrationnels dont les lniveaux d'énergie sont quantifiés. Mais les différents états de rotation sont séparés par de plus petites différences d'énergie : les spectres de rotation purs se situent dans la région de l'infrarouge lointain (environ 30 à 150 μm de longueur d'onde ) du spectre électromagnétique alors que les spectres résultant des transitions électroniques se situent principalement dans les régions visible et ultraviolette. Quant aux différents états vibrationnels ils sont également séparés par des petites différences d'énergie (toutefois plus grandes que celles séparant les différents états rotationnels), les spectres vibrationnels sont dans le proche infrarouge (environ 1 - 5 μm) c'est-à-dire qu'ils correspondent à des différences d'énergie au moins 10 fois plus petites que celles associées aux transitions électroniques. À partir de la mesure des spectres rotationnels et vibratoires, les propriétés des molécules telles que la distance entre les noyaux peuvent être spécifiquement calculées.
Un aspect important de la physique moléculaire est que la théorie orbitale atomique essentielle dans le domaine de la physique atomique s'étend à la théorie orbitale moléculaire.